# Лященко Владислав Павлович
Владисла́в Па́влович Ля́щенко (16 травня 1996 — 11 лютого 2021) — солдат 28-ї окремої механізованої бригади Збройних Сил України, учасник російсько-української війни.

## Життєпис
Народився 16 червня 1996 року в Горлівці.
Мешкав у місті Кілія Ізмаїльського району Одеської області, працював на м'ясомолочному підприємстві «Титан».
Був із сім'ї вимушених переселенців з окупованої Горлівки. Тож у військо пішов цілеспрямовано – щоб відвоювати у загарбників своє рідне місто.
Контракт зі Збройними силами підписав у 2020-му. Служив у 28-й одеській бригаді ім. Лицарів Зимового походу.
Загинув увечері 11 лютого 2021 року внаслідок ворожого обстрілу з великокаліберного кулемета під час переміщення на взводному опорному пункті біля с. Новомихайлівка Мар'їнського району на Донеччині.
Похований на Новому кладовищі у місті Кілія, Одеська область.
Залишились мати, двоє братів, сестра і цивільна дружина.

## Нагороди
- Указом Президента України № 576/2021 від 15 листопада 2021 року, «за особисту мужність, виявлену у захисті державного суверенітету та територіальної цілісності України, сумлінне і бездоганне служіння Українському народові», нагороджений орденом «За мужність» III ступеня (посмертно)[1].